# Vasenthien
Vasenthien ist ein Ortsteil der Gemeinde Trebel im Landkreis Lüchow-Dannenberg in Niedersachsen. Das Dorf liegt westlich des Kernbereichs von Trebel zwischen der nördlich fließenden Elbe und der B 493.

## Geschichte
Am 1. Juli 1972 wurde Vasenthien in die Gemeinde Trebel eingegliedert.